# Йоаникий Созополски
Йоаникий (на гръцки: Ιωαννίκιος, Йоаникиос) е православен духовник, митрополит на Вселенската патриаршия.

## Биография
През април 1781 година Йоаникий е избран и по-късно ръкоположен за созополски митрополит. Умира в 1798 година.